# Viviane Baesens
Viviane Françoise Baesens, née à Ixelles le 8 décembre 1958 et morte à Cambridge le 1er mai 2007, est une historienne belge spécialisée dans l'histoire de l'Antiquité romaine, en particulier en Palestine hellénistique. 

## Biographie
Viviane Baesens effectue ses études primaires de 1964 à 1970 à Bruxelles-Uccle (École Hamaide) et secondaires de 1970-1976 à l'École Decroly (Bruxelles-Uccle)[réf. nécessaire].
Après l'obtention de la maturité, elle est étudiante, de 1976 à 1981, à l'Université libre de Bruxelles (ULB), Faculté de Philosophie et Lettres, Histoire, spécialité Antiquité, où elle obtient l'agrégation de l'enseignement secondaire supérieur. Son mémoire de (2e) licence (= M.A.), pour lequel elle obtient la mention "grande distinction", était consacré à : La fin de la Première guerre des Juifs contre les Romains et les conséquences du conflit ; ULB, Bruxelles, 1981; 3 volumes[réf. nécessaire].
En 1984, elle est lauréate du Prix de la Fondation Liebermann pour l'année 1983, prix attribué sous l'égide de l'Institut universitaire d'Études du Judaïsme Martin Buber rattaché à l'ULB[réf. nécessaire].
Elle rejoint, dans les années 1990, l'Université de Cambridge, plus précisément le Wolfson College, où elle obtient en 2005 un doctorat (Ph.D.) avec une thèse intitulée: The Economy of the Temple of Jerusalem and its Clergy in the Hellenistic Period, rédigée sous la direction du Prof. William Horbury (en). 
En 1988, elle a rédigé une étude consacrée « aux Van Aelst, tapissiers bruxellois qui ont vécu aux 15e et 16e siècles » et notamment au dénommé Rinaldo Boteram, dans l'ouvrage Nouvelle Biographie nationale, vol. I.

### Famille
Sa sœur jumelle Claude, docteur en sciences physiques de l'ULB, est professeur associée à l'université de Warwick.

## Publications
- Dix années d'activités de l'Institut Martin Buber 1972-1982 ; Bruxelles, Institut universitaire d'Études du Judaïsme Martin Buber, 1984; 465 p. (sous la direction de Willy Bok)[4].
- Boteram, Rinaldo ; in: Nouvelle Biographie nationale, vol. I, Académie royale de Belgique, Bruxelles, 1988; p. 15-18.  (ISSN 0776-3948)
- Royal taxation and religious tribute in Hellenistic Palestine ; in: Ancient Economies, Modern Methodologies: Archaeology, Comparative History, Models and Institutions ; Bari, Edipuglia, 2006 [= contribution à un colloque tenu en 2002 à l'Université de Cambridge, Royaume-Uni]; p. 179-200[5],[6].

## Réception
Des recensions, rédigées à la suite de ses publications, font état de la qualité des écrits de l'auteur et de recommandations sur leur lecture,,. Ses travaux sont mentionnés dans l'ouvrage de Julien Monerie, L'économie de la Babylonie à l'époque hellénistique (IVe - IIe s.), Berlin (éd. De Gruyter, coll. Studies in Ancient Near Eastern Records), déc. 2017, 597 pages.